# Eutelia furcata
Eutelia furcata là một loài bướm đêm trong họ Noctuidae.